# Santos Silvestre e Martinho nos Montes (título cardinalício)
O título cardinalício de Santos Silvestre e Martinho nos Montes, anteriormente conhecido como Titulus Equitii, foi erigida em torno de 314 pelo Papa Silvestre I para sagração de um dos seus sacerdotes, Equitius, perto de Esquilino. Mais tarde, o título ficou conhecido como "São Martinho e São Silvestre", e depois com seu nome atual. É sediado na basílica de São Silvestre e São Martinho aos Montes, em Roma. O atual titular é o Cardeal polonês  e arcebispo de Varsóvia, Kazimierz Nycz.

## Titulares
- Félix (ca. 515-526) Eleito Papa Félix IV
- Lorenzo (590-?)
- Sérgio, C.R.L. (797-844) Eleito Papa Sérgio II
- Estêvão VII (?) (936?-939?) Eleito Papa Estêvão VII
- Giovanni (964-?)
- Benedetto (1037- 1044)
- Giovanni (1044- ca. 1059)
- Guido (ca. 1060- 1073)
- Jean, O.S.B. (1073- circa 1088)
- Pietro (1088- circa 1099)
- Benedetto (1099- circa 1102)
- Domnizzone (ou Divizzone, ou Domizzon, ou Divizo, ou Denzo, ou Amizo, ou Amizzone) (circa 1102 -circa 1122)
- Bonifazio (ou Bonifácio) (?) (1105?-?)
- Pietro Cariaceno (1122 ou 1123- circa 1138)
- Matteo (circa 1138-1139)
- Egmondo (ou Edmondo) (1139- circa 1145)
- Giovanni Mercone (1150-1159), pseudocardeal dos Antipapas Vítor IV e Pascoal III
- János Struma (?) (1163?-1165?)
- Stefano (1172-1173), pseudocardeal do Antipapa Calisto III
- Alessandro (1189-1190)
- Ugo Bobone (ou Uguccione Thieneo) (1190-1209?)
- Giacomo Guala Bicchieri (ou Beccaria) (1211-1227)
- Simone Paltineri (ou Paltinieri) (1261-1277)
- Gervais Jeancolet de Clinchamp (1281-1287)
- Benedetto Caetani seniore (1291-1294) Eleito Papa Bonifácio VIII
- Gentile Portino de Montefiore (ou Partino), O.F.M. (1300-1312)
- Vital du Four, O.F.M. (1312-1321)
- Pierre des Chappes (1327-1334)
- Aymeric de Chalus (ou Chaslus) (1342-1349)
- Pierre du Cros (1350-1361)
- Gilles Aycelin de Montaigut (1361-1368)
- Filippo Caraffa della Serra (1378-1389)
- Nicolas de Saint Saturnine, O.P. (1378-1382), pseudocardeal do Antipapa Clemente VII
- Faydit d'Aigreffeuille, O.S.B. (1383-1391), pseudocardeal do Antipapa Clemente VII
- Bartolomeo Mezzavacca (1389-1396)
- Pedro Serra (1397-1404), pseudocardeal do Antipapa Bento XIII
- Angelo Cybo (1402-1404)
- Giordano Orsini (1405-1409)
- Guillaume d'Estouteville (1440-1454)
- Johannes Grünwalder (1440), pseudocardeal do Antipapa Félix V (não aceitou a promoção)
- Jean Jouffroy (1461-1473)
- Carlos de Bourbon (1476-1488)
- André d'Espinay (1489-1500)
- Tamás Bakócz (1500-1521)
- Louis de Bourbon de Vendôme (1521-1533)
- Jean d'Orléans-Longueville (1533)
- Philippe de la Chambre, O.S.B. (1533-1541)
- Uberto Gambara (1541-1542)
- Giovanni Vincenzo Acquaviva d'Aragona (1542-1546)
- Girolamo Verallo (1549-1553)
- Diomede Carafa (1556-1560)
- Carlos Borromeu (1560-1564)
- Philibert Babou de la Bourdaisière (1564-1568)
- Girolamo di Corregio (1568-1570)
- Gaspar Cervantes (1570-1572)
- Gabriele Paleotti (1572-1587)
- William Allen (1587-1594)
- Francesco Cornaro (1596-1598)
- Fernando Niño de Guevara (1599-1609)
- Domenico Rivarola (1611-1627)
- Vacante (1627-1633)
- Alfonso de la Cueva-Benavides e Mendoza-Carrillo (1633-1635)
- Pier Luigi Carafa (1645-1655)
- Federico Sforza (1656-1659)
- Volumnio Bandinelli (1660-1667)
- Giulio Spínola (1667-1684)
- Vacante (1684-1689)
- Opizio Pallavicini (1689-1700)
- Marcello d'Aste (1700-1709)
- Giuseppe Maria Tomasi di Lampedusa, C.R. (1712-1713)
- Nicolò Caracciolo (1716-1728)
- Giovanni Antonio Guadagni (1731-1750)
- Vacante (1750-1754)
- Giovanni Francesco Stoppani (1754-1763)
- Vacante (1763-1773)
- Francesco Saverio de Zelada (1773-1793)
- Vacante (1793-1802)
- Luigi Ruffo Scilla (1802-1832)
- Ugo Pietro Spinola (1832-1858)
- Antonio Benedetto Antonucci (1858-1879)
- Pier Francesco Meglia (1880-1883)
- Vacante (1883-1887)
- Luigi Giordani (1887-1893)
- Kolos Ferenc Vaszary, O.S.B. (1893-1915)
- Giulio Tonti (1915-1918)
- Achille Ratti (1921-1922) Eleito Papa Pio XI
- Eugenio Tosi, O.SS.C.A. (1922-1929)
- Alfredo Ildefonso Schuster, O.S.B. (1929-1954)
- Vacante (1954-1958)
- Giovanni Battista Montini (1958-1963) Eleito Papa Paulo VI
- Giovanni Colombo (1965-1992)
- Armand Gaétan Razafindratandra (1994-2010)
- Kazimierz Nycz (2010-atual)